# 脳分離体外循環
脳分離体外循環（のうぶんりたいがいじゅんかん、英: selective cerebral perfusion、SCP）または選択的順行性脳灌流とは、胸部大動脈瘤や大動脈解離の手術において弓部大動脈の修復が必要な場合に、脳の虚血による脳神経障害を防ぐために脳保護を行う方法の一つである。

## 概要
胸部大動脈は上行・弓部・下行大動脈に分かれているが、弓部大動脈には中枢から順番に腕頭動脈・左総頸動脈・左鎖骨下動脈の3分枝が分かれており、単純に大動脈を遮断して弓部大動脈を開放したのでは脳の虚血が起こってしまう。そこで、弓部大動脈人工血管置換術など弓部分枝を含む部分の修復を行う際には、心筋の保護だけではなく脳の保護も行わなければならない。SCPはその一つで、脳虚血時間の制約が延長出来るのが特徴である。

## 手技
体外循環に乗せるまでの手順は通常の開心術と概ね同様である。脳の灌流方法には様々な工夫がなされている。体外循環による中心冷却で20～22度程度まで下げた後に循環停止とし弓部大動脈あるいは弓部分枝をオープンにしてからバルーンつきカニューレを内腔から各分枝に個別に挿入する方法、左右の鎖骨下動脈や腋窩動脈を使用する方法、直接弓部分枝に巾着縫合をかけてカニューレを挿入する方法、などである。弓部分枝口の粥状硬化が著しい場合は分枝を離断して直接挿入する。カニューレを介した脳灌流はメインポンプとは独立した別のポンプを使用する。なお、人工血管末梢側吻合の際には送血を止めて低体温循環停止として、大動脈を解放下に吻合する open distal anastomosis を用いる。

## 利点・欠点
脳への血流を優先的に維持する自己調節能により、低体温中は低灌流であっても虚血に対する耐性が完全循環停止と比較して増大することが実験的に示されている。そのため脳虚血時間が延長でき、手術操作にかける時間に余裕が出来る利点がある。特に送血部位が限られる弓部大動脈手術では、腕頭動脈や頸動脈からの灌流が有効である。しかし人工心肺回路が複雑になること、至適還流量の問題、カニュレーションの時の脳塞栓の発症のリスクなどの欠点がある。しかし超低体温循環停止（Deep hypothermic circulatory arrest、DHCA）との組み合わせによって手術成績は飛躍的に向上している。